# Vrede op aarde
Vrede op aarde is een eindejaarsprogramma van Sven de Leijer. Het wordt geproduceerd door Woestijnvis en uitgezonden op de Vlaamse VRT-zender Eén.

## Concept
Het programma biedt een jaaroverzicht aan de hand van televisiefragmenten geselecteerd door de Leijer en zijn gasten. In het programma worden Sven de Leijer Vrede op Aarde Awards uitgereikt, die toegekend werden door een jury tijdens een trip naar een chalet in de Ardennen.
| Seizoen | Begin            | Einde          | Opmerkingen                                  |
| ------- | ---------------- | -------------- | -------------------------------------------- |
| 1       | 25 december 2017 | 3 januari 2018 | Dagelijks van maandag tot donderdag          |
| 2       | 23 december 2018 | 3 januari 2019 |                                              |
| 3       | 22 december 2019 | 2 januari 2020 |                                              |
| 4       | 21 december 2020 | 1 januari 2021 | Aangepast decor vanwege de coronamaatregelen |
| 5       | 24 december 2021 | 6 januari 2022 |                                              |
| 6       | 24 december 2022 | 5 januari 2023 |                                              |
| 7       | 24 december 2023 | 7 januari 2024 |                                              |
| 8       | 23 december 2024 | 5 januari 2025 |                                              |

## Overzicht
| Seizoen             | Periode             | Presentatie    | Locatie   | Jurysamenstelling | Jurysamenstelling      | Jurysamenstelling  | Jurysamenstelling | Jurysamenstelling    | Jurysamenstelling   | Jurysamenstelling   | Jurysamenstelling    | Jurysamenstelling  | Vaste rubriek           | Catering                                      |
| ------------------- | ------------------- | -------------- | --------- | ----------------- | ---------------------- | ------------------ | ----------------- | -------------------- | ------------------- | ------------------- | -------------------- | ------------------ | ----------------------- | --------------------------------------------- |
| 1                   | 2017-2018           | Sven de Leijer | Ovifat    | Jan Peumans       | Mia Doornaert          | Geert Noels        | Goedele Liekens   | Herman Brusselmans   | Danira Boukhriss    | Jan Bakelants       | Lennert Coorevits    |                    | Lukas Lelie             | Rosita Huybrechts (figurante als moeder Sven) |
| 2                   | 2018-2019           | Sven de Leijer | Xhoffraix | Jan Peumans       | Annemie Struyf         | Rik Torfs          | Cath Luyten       | Saïd Boumazoughe     | Bart Cannaerts      | Stephanie Coorevits | José De Cauwer       | Thomas Huyghe      | Dagny Ros Asmundsdottir |                                               |
| 3                   | 2019-2020           | Sven de Leijer | Xhoffraix | Jan Peumans       | Wouter Deprez          | Siska Schoeters    | Hendrik Vos       | Evi Van Acker        | Margriet Hermans    | Charlotte Adigéry   | Maarten Vangramberen | Thomas Huyghe      | Wim Lybaert             |                                               |
| 4                   | 2020-2021           | Sven de Leijer | Vielsalm  | Jan Peumans       | Jef Neve               | Jonas Geirnaert    | Maaike Cafmeyer   | Wesley Sonck         | Élodie Ouédraogo    | Kamal Kharmach      | Celine Van Ouytsel   | Hetty Helsmoortel  | Luc Haekens             | Tom De Kok                                    |
| 5                   | 2021-2022           | Sven de Leijer | Vielsalm  | Jan Peumans       | Philippe Geubels       | Imke Courtois      | Pedro Elias       | Jennifer Heylen      | Guy T'Sjoen         | Micha Marah         | Jan Paternoster      | Sofie Van de Velde | Luc Haekens             | Filip Peeters                                 |
| 6                   | 2022-2023           | Sven de Leijer | Vielsalm  | Jan Peumans       | Ann Wauters            | Fatma Taspinar     | Aster Nzeyimana   | Jeroen Meus          | Erik Van Looy       | Gloria Monserez     | Hannelore Knuts      | Jelle De Beule     | Soe Nsuki               | Paloma Aarschot Raf Verstraete                |
| 7                   | 2023-2024           | Sven de Leijer | Vielsalm  | Jan Peumans       | Nathalie Meskens       | Tom Waes           | Fien Germijns     | Martin Heylen        | Sepideh Sedaghatnia | Dominique Persoone  | Amir Bachrouri       | Kathleen Cools     | Soe Nsuki               | Paloma Aarschot Raf Verstraete                |
| Moederdagspecial    | Moederdagspecial    | Sven de Leijer | Oostende  | Annemie Struyf    | Elisabeth Lucie Baeten | Bent Van Looy      | Philippe Geubels  | Stephanie Planckaert |                     |                     |                      |                    | Soe Nsuki               | Paloma Aarschot Raf Verstraete                |
| 1 september-special | 1 september-special | Sven de Leijer | Oostende  | Annemie Struyf    | Jacotte Brokken        | Bart Peeters       | Ella Leyers       | Bart Cannaerts       |                     |                     |                      |                    | Soe Nsuki               | Paloma Aarschot Raf Verstraete                |
| 8                   | 2024-2025           | Sven de Leijer | Vielsalm  | Jan Peumans       | Gert Verheyen          | Francisco Schuster | Jade Mintjens     | Bockie De Repper     | Wim De Vilder       | Tine Embrechts      | Liesbeth Van Impe    | Kat Kerkhofs       | Soe Nsuki               | Paloma Aarschot Raf Verstraete                |

## Afleveringen

### Seizoen 1
In het eerste seizoen bestond de jury uit voorzitter Jan Peumans, Mia Doornaert, Geert Noels, Goedele Liekens, Herman Brusselmans, Danira Boukhriss, Jan Bakelants en Lennert Coorevits. Ook was er een vaste rubriek van Lukas Lelie als "de expert".
| Afl. | Uitzenddatum     | Gasten               | Gasten               | Gasten          | Gasten                                                          | Bezoekers                                                 | Kijkcijfers |
| ---- | ---------------- | -------------------- | -------------------- | --------------- | --------------------------------------------------------------- | --------------------------------------------------------- | ----------- |
| 1    | 25 december 2017 | Charles Michel       | Annelies Van Herck   | Erik Van Looy   |                                                                 | Journalisten Pascale Mertens en Thomas De Graeve, Jebroer | 593.680     |
| 2    | 26 december 2017 | Lynn Van Royen       | Adriaan Van den Hoof | Björn Soenens   | Joke Emmers                                                     |                                                           | 606.493     |
| 3    | 27 december 2017 | Imke Courtois        | Raoul Hedebouw       | Kobe Ilsen      |                                                                 | Véronique Goossens, Nafi Thiam                            | 742.282     |
| 4    | 28 december 2017 | Bart De Wever        | Jeroen Meus          | Rik Verheye     |                                                                 | 719.336                                                   |             |
| 5    | 1 januari 2018   | Bart Peeters         | Leen Dendievel       | Kris Peeters    |                                                                 | 808.916                                                   |             |
| 6    | 2 januari 2018   | Annemie Struyf       | Koen Geens           | Oliver Naesen   | Gitte Van Hoyweghen                                             | 793.673                                                   |             |
| 7    | 3 januari 2018   | Maarten Vangramberen | Siska Schoeters      | Jonas Geirnaert | De Zevende Dag-bezoekers Marie-Jeanne en Francine, Belgian Cats | 774.579                                                   |             |

#### Prijzen
Sven De Leijer Vrede op Aarde Awards:
- Nieuws-anker van het jaar: Annelies Van Herck
- Oorwurm van het jaar: Kind van de duivel van Jebroer
- Gadget van het jaar: Fidget Spinner
- Koppel van het jaar: prins Harry en Meghan Markle
- Waal van het jaar: Blanche
- Presentator van het jaar: Véronique Goossens
- Strafste verwezenlijking van het jaar: Nafi Thiam
- Actiefste politicus van het jaar: Ben Weyts
- Burgemeester van het jaar: Eberhard van der Laan
- Grootste impact van het jaar: #MeToo
- Boek van het jaar (via eliminatie door juryleden met een luchtgeweer): Hij schreef te weinig boeken van Herman Brusselmans
- Doorbraak van het jaar: Rijbewijs voor vrouwen in Saoedi-Arabië
- Actiefste reporter van het jaar: Gitte Van Hoyweghen
- Gebeurtenis van het jaar: de bevrijding van Mosul
- Sekstrend van het jaar: jongeren beginnen later aan seks
- Sportploeg van het jaar: de Belgische turnsters

### Seizoen 2
In het tweede seizoen werd de jury samengesteld met voorzitter en enige ervaringsdeskundige Jan Peumans en nieuwkomers Annemie Struyf, Rik Torfs, Cath Luyten, Saïd Boumazoughe, Bart Cannaerts, Stephanie Coorevits en José De Cauwer. Thomas Huyghe kwam elke aflevering tussen met interviews of door hem onderzochte trends.
In het tweede seizoen werd de chalet in Ovifat ingeruild voor een verblijfplaats in Xhoffraix. Svens moeder verzorgde niet meer de catering, daarvoor zorgde dat jaar Dagny Ros Asmundsdottir.
| Afl. | Uitzenddatum     | Gasten            | Gasten               | Gasten          | Bezoekers                                                      | Kijkcijfers |
| ---- | ---------------- | ----------------- | -------------------- | --------------- | -------------------------------------------------------------- | ----------- |
| 1    | 23 december 2018 | Frank Raes        | Élodie Ouédraogo     | Wim Lybaert     |                                                                | 766.004     |
| 2    | 24 december 2018 | Bart Tommelein    | Jan Jaap van der Wal | Hanne Mestdagh  | kandidaten lokale verkiezingen met opvallende campagnefilmpjes | 469.504     |
| 3    | 25 december 2018 | Leah Thys         | Herman Brusselmans   | Siska Schoeters | Willy Sommers                                                  | 824.909     |
| 4    | 26 december 2018 | Jan Mulder        | Philippe Muyters     | Katrin Kerkhofs |                                                                | 747.473     |
| 5    | 27 december 2018 | Marc Didden       | Marlène de Wouters   | Wouter Beke     |                                                                | 863.788     |
| 6    | 30 december 2018 | Dina Tersago      | Louis Tobback        | Matteo Simoni   | Frank Deboosere                                                | 753.127     |
| 7    | 31 december 2018 | Karolien Debecker | Jean-Marie Dedecker  | Tom Lenaerts    | Gitte Van Hoyweghen                                            | 603.309     |
| 8    | 1 januari 2019   | Hilde Crevits     | Hanne Decoutere      | Martin Heylen   | Nina Derwael, Paskal Jakobsen en Geike Arnaert                 | 1.009.098   |
| 9    | 2 januari 2019   | Kris Peeters      | Danira Boukhriss     | Bram Tankink    |                                                                | 796.916     |
| 10   | 3 januari 2019   | Lieven Scheire    | Frances Lefebure     | Jan Peumans     | Remco Evenepoel                                                | 863.942     |

#### Prijzen
Sven De Leijer Vrede op Aarde Awards:
- Presentator van het jaar: Frank Raes
- Sportploeg van het jaar: de Belgian Cats
- Gadget van het jaar: Luchtzitzak
- Tofste Nederlander in België van het jaar: Jan Jaap van der Wal
- Rage van het jaar: Swish
- Fait divers van het jaar: Willy Sommers op Pukkelpop
- App van het jaar: Waze
- Beste kort programma van het jaar: De Stoel
- Koppel van het jaar: Christoff en Ritchie
- Vrouw van het jaar: Angela Merkel
- Dier van het jaar: Wolf
- Afscheid van het jaar: Louis Tobback
- Film van het jaar: Patser
- Weerpersoon van het jaar: Frank Deboosere
- Zwaar beroep van het jaar: verpleegkundige
- Actiefste reporter van het jaar: Gitte Van Hoyweghen
- Boemerang van het jaar: de opdrachtgever van de fotograaf van La Brasa
- Belgisch goud van het jaar: Nina Derwael
- Hit van het jaar: BLØF en Geike Arnaert met Zoutelande
- Verkiezingssoap van het jaar: Antwerpen
- Held van het jaar: Mamoudou Gassama (die vier verdiepingen van een flatgebouw beklom om een vierjarig jongetje te redden dat aan een balkon hing)
- Staking van het jaar: Ryanair
- Wereldverbeterend idee van het jaar: plasticprobleem
- Lancering van het jaar: Sander Loones
- Nieuwkomer van het jaar: Remco Evenepoel
- Beste Vrede op aarde-juryvoorzitter: Jan Peumans

### Seizoen 3
In het derde seizoen werd de jury samengesteld met voorzitter en ancien Jan Peumans en nieuwkomers Wouter Deprez, Siska Schoeters, Hendrik Vos, Evi Van Acker, Margriet Hermans, Maarten Vangramberen en Charlotte Adigéry. Thomas Huyghe kwam zoals in het tweede seizoen elke aflevering tussen met interviews of door hem onderzochte trends.
In het derde seizoen werd in de chalet in de Ardennen de sfeer en catering mee verzorgd door Wim Lybaert.
| Afl. | Uitzenddatum     | Gasten           |                    |                     | Bezoekers                                                     | Kijkcijfers |
| ---- | ---------------- | ---------------- | ------------------ | ------------------- | ------------------------------------------------------------- | ----------- |
| 1    | 22 december 2019 | Jeroen Meus      | Hilde Crevits      | Jef Neve            | Ellen en Tim, ouders van baby Pia                             | 821.835     |
| 2    | 23 december 2019 | Philippe Geubels | Bart Somers        | Dana Winner         | Maarten van der Weijden                                       | 1.167.006   |
| 3    | 24 december 2019 | Goedele Liekens, | Kamal Kharmach     | Erik Van Looy       | Corneel van Oosterweel, Amina van Het gezin, Margriet Hermans | 671.938     |
| 4    | 25 december 2019 | Meyrem Almaci    | Jonathan Sacoor    | Tom Waes            |                                                               | 914.581     |
| 5    | 26 december 2019 | Rik Torfs        | Goedele Wachters   | Nora Gharib         |                                                               | 959.603     |
| 6    | 29 december 2019 | Otto-Jan Ham,    | José De Cauwer     | Jill Peeters        |                                                               | 848.045     |
| 7    | 30 december 2019 | Maaike Cafmeyer  | Christophe Deborsu | Johan Vande Lanotte |                                                               | 983.349     |
| 8    | 31 december 2019 | Rik Verheye      | Ruben Van Gucht    | Zuhal Demir         |                                                               | 679.773     |
| 9    | 1 januari 2020   | Bart Cannaerts   | Bart Peeters       | Kathleen Cools      | Kurt Overbergh (artistiek directeur AB), Bart Peeters-fan Luc | 768.029     |
| 10   | 2 januari 2020   | Jonas Geirnaert  | Wim Lybaert        | Rani De Coninck     | Gitte Van Hoyweghen, Jan Peumans                              | 1.068.054   |

#### Prijzen
Sven De Leijer Vrede op Aarde Awards:
- Hartverwarmende actie van het jaar: sms-actie voor SMA-patiënt baby Pia
- Man van het jaar: Bart Somers
- Stunt van het jaar: Maarten van der Weijden voor de 11stedenzwemtocht
- Mediacampagne van het jaar: Corneel van Oosterweel
- Ploeg van het jaar: Belgian Tornados
- Elektrisch voertuig van het jaar: elektrische fiets
- Koninklijke media-actie van het jaar: koningin Mathildes deelname aan Merci voor de muziek
- Social-media-challenge van het jaar: trashtag-challenge
- Quiz van het jaar: Blokken
- Vijftigjarige herdenking van het jaar: Overwinning Ronde van Frankrijk 1969 door Eddy Merckx
- Dier van het jaar: de "Vlaamse" wolvin Naya
- VRT-serie van het jaar: De twaalf
- Vrouw van het jaar: klimaatactiviste Greta Thunberg, "foutief" uitgereikt aan de eerste vrouwelijke Belgische premier, Sophie Wilmès
- Huilbui van het jaar: Toon Aerts als nieuw Belgisch kampioen veldrijden
- Vlaams gerecht in de canon: stoofvlees met frieten
- Uitspraak van het jaar: OK, boomer
- Feest van het jaar: 40 jaar Ancienne Belgique
- Product van het jaar: brood
- Actiefste reporter van het jaar: Gitte Van Hoyweghen
- Foto van het jaar: The moment van Bao Yongqing (vos laat marmot schrikken)

### Seizoen 4
In het vierde seizoen werd de jury samengesteld met voorzitter en ancien Jan Peumans en nieuwkomers Jef Neve, Jonas Geirnaert, Maaike Cafmeyer, Wesley Sonck, Élodie Ouédraogo, Hetty Helsmoortel, Celine Van Ouytsel en Kamal Kharmach. De catering in de chalet in Vielsalm werd dit seizoen verzorgd door Tom De Kok.
Luc Haekens kwam elke aflevering tussen met interviews of door hem onderzochte trends.
| Afl. | Uitzenddatum     | Gasten                    | Gasten             | Gasten               | Bezoekers                                       | Kijkcijfers |
| ---- | ---------------- | ------------------------- | ------------------ | -------------------- | ----------------------------------------------- | ----------- |
| 1    | 21 december 2020 | Egbert Lachaert           | Aster Nzeyimana    | Stephanie Planckaert |                                                 | 899.090     |
| 2    | 22 december 2020 | Lieven Scheire            | Erika Vlieghe      | Bashir Abdi          | Jaron Garitte (gebarentolk Vlaamse Gebarentaal) | 986.713     |
| 3    | 23 december 2020 | Conner Rousseau           | Mathias Vergels    | Marleen Merckx       |                                                 | 1.196.381   |
| 4    | 24 december 2020 | Saartje Vandendriessche   | Christoff De Bolle | Pedro Elias          |                                                 | 919.488     |
| 5    | 25 december 2020 | Pieterjan De Smedt        | Wim Opbrouck       | Astrid Stockman      |                                                 | 1.148.660   |
| 6    | 28 december 2020 | Michaël Van Droogenbroeck | Martin Heylen      | Kim Van Oncen        |                                                 | 1.090.502   |
| 7    | 29 december 2020 | Niels Destadsbader        | Ella Leyers        | Riadh Bahri          |                                                 | 1.066.073   |
| 8    | 30 december 2020 | Walter Grootaers          | Liesbeth Homans    | Jeroom Snelders      | Rani Rosius                                     | 1.122.550   |
| 9    | 31 december 2020 | Annemie Struyf,           | Wim De Vilder      | Annelies Verlinden   |                                                 | 1.112.819   |
| 10   | 1 januari 2021   | Kristof Calvo             | Margriet Hermans   | Marc Van Ranst       | Jan Peumans                                     | 1.308.055   |

#### Prijzen
Sven De Leijer Vrede op Aarde Awards:
- Beste camouflage van het jaar: Catherine Van Eylen
- Comeback van het jaar: de familie Planckaert (Château Planckaert)
- Belgische sportprestatie van het jaar: Bashir Abdi
- Lockdownactiviteit van het jaar: applaudisseren voor de zorg
- Tv-jubilee van het jaar: Thuis
- Thuis-oerpersonage: Frank Bomans
- Mode-icoon van het jaar: de jas van Joachim Coens
- Corona-tv van het jaar: De Container Cup
- App van het jaar: Zoom
- Uitspraak van het jaar: "Blijf in uw kot" (Maggie De Block)
- Beste Wetstraatjournalist van het jaar: Pieterjan De Smedt
- Coronawoord van het jaar: weekendeffect
- Strafste prestatie van het jaar: parkinsonpatiënt Ivo de Bisschop stapt in 49 dagen rond België
- Dier van het jaar: Magawa, een rat die mijnen opspoort
- Meest gemiste evenement van het jaar: de festivalzomer
- Actiefste reporter van het jaar: Gitte Van Hoyweghen
- Hit van het jaar: WAP
- Coronaflater van het jaar: Koen Geens sukkelt met mondmasker
- Nieuwkomer van het jaar: Rani Rosius
- Mijlpaal van het jaar: genderevenwicht in de federale regering
- Afzwaai van het jaar: Martine Tanghe
- Wetenschappelijk fait divers van het jaar: de extreem luie grotsalamander in Bosnië-Herzegovina
- Pechvogel van het jaar: Philip Soubry, het eerst Belgische coronaslachtoffer

### Seizoen 5
In het vijfde seizoen bestond de jury opnieuw uit voorzitter Jan Peumans en nieuwkomers Philippe Geubels, Imke Courtois, Pedro Elias, Jennifer Heylen, Guy T'Sjoen, Micha Marah, Jan Paternoster en Sofie Van de Velde. Siska Schoeters was dit seizoen gastvrouw in de chalet in Vielsalm, de catering was in handen van Filip Peeters.
Reporter Luc Haekens zorgde opnieuw voor de tussenkomsten en interviews.
| Afl. | Uitzenddatum     | Gasten                                                     | Bezoekers                           | Kijkcijfers |
| ---- | ---------------- | ---------------------------------------------------------- | ----------------------------------- | ----------- |
| 1    | 24 december 2021 | Alexander De Croo, Cath Luyten, Michel Wuyts               |                                     | 715.822     |
| 2    | 25 december 2021 | Bart Cannaerts, Helmut Lotti, Soe Nsuki                    |                                     | 938.920     |
| 3    | 27 december 2021 | Johan Bonny, Marie Verhulst, Tijs Vanneste                 |                                     | 996.648     |
| 4    | 28 december 2021 | Sabine Hagedoren, Zuhal Demir, Lize Feryn                  |                                     | 958.180     |
| 5    | 29 december 2021 | Goedele Wachters, Sammy Mahdi, Pommelien Thijs             |                                     | 988.050     |
| 6    | 30 december 2021 | Dominique Van Malder, Lukas Lelie, Ann Wauters             | Maxime Le Grelle en Jennifer Heylen | 978.983     |
| 7    | 31 december 2021 | Elodie Ouédraogo, Arnout Hauben, Jacques Vermeire          | Peter Genyn                         | 836.682     |
| 8    | 1 januari 2022   | James Cooke, Thomas Vanderveken, Petra De Sutter           |                                     | 951.140     |
| 9    | 3 januari 2022   | Kadèr Gürbüz, Erik Van Looy, Steven Decraene               |                                     | 1.186.005   |
| 10   | 4 januari 2022   | Catherine Van Eylen, Jan Jaap van der Wal, Robert Van Impe | Mieke Gorissen                      | 1.160.545   |
| 11   | 5 januari 2022   | Wim Lybaert, Gloria Monserez, Xavier Taveirne              |                                     | 1.207.708   |
| 12   | 6 januari 2022   | Karl Vannieuwkerke, Fatma Taspinar, Nina Derwael           | Jan Peumans                         | 1.145.440   |

#### Prijzen
Sven De Leijer Vrede op Aarde Awards:
- Afscheid van het jaar: Michel Wuyts
- Comeback van het jaar: ABBA
- Tv-revival van het jaar: Vlaanderen Vakantieland
- Eén-programma van het jaar: De Kemping
- Dwarsligger van het jaar: Johan Bonny (voor zijn mening over het standpunt van de katholieke kerk in verband met homoseksualiteit)
- Campagne van het jaar: Maai mei niet
- Politieke uitspraak van het jaar: Wouter Beke (voor de uitspraak "Ik kan geen frieten bakken als ik geen patatten heb.")
- Hype van het jaar: croptops
- Nederlandstalige hit van het jaar: Nu wij niet meer praten van Jaap Reesema en Pommelien Thijs
- Heropening van het jaar: de scholen
- Prestatie van het jaar: Maxime Le Grelle (kan 4000 cijfers na de komma van het getal pi uit zijn hoofd opzeggen)
- Sportpensioen van het jaar: Ann Wauters
- Feest van het jaar: het Eurovisiesongfestival
- Olympisch goud van het jaar: Peter Genyn
- Fait divers van het jaar: Delphine Boël doet mee aan Dancing with the Stars
- Vervelendste coronamaatregel van het jaar: de bubbels
- Slechtste idee van het jaar: 3M kreeg 5,1 miljoen aan subsidies (in het licht van het PFOS-schandaal)
- Beeld van het jaar: huppelend Afghaans meisje in Melsbroek na evacuatie uit Afghanistan
- Internationale hit van het jaar: Montero van Lil Nas X
- Team van het jaar: Red Lions
- Interview van het jaar: Mieke Gorissen
- Beste camouflage van het jaar: Catherine Van Eylen
- Teleurstelling van het jaar: de vierde golf
- Kunstwerk van het jaar: Brieflezend meisje bij het venster van Johannes Vermeer
- Olympisch moment van het jaar: Abdi Nageeye motiveert Bashir Abdi
- Persoon van het jaar: Nina Derwael

#### Special
Op 31 december 2021 werd vlak voor middernacht een speciale aflevering van Vrede op aarde uitgezonden waarin Sven de Leijer samen met zijn gasten aftelde naar het nieuwe jaar.
| Afl. | Uitzenddatum     | Gasten           | Gasten        | Gasten           | Bezoekers                                                        | Kijkcijfers |
| ---- | ---------------- | ---------------- | ------------- | ---------------- | ---------------------------------------------------------------- | ----------- |
| -    | 31 december 2021 | Elodie Ouédraogo | Arnout Hauben | Jacques Vermeire | Niels Destadsbader, de originele danseressen van Het Swingpaleis | onbekend    |

### Seizoen 6
Dit seizoen bestaat de jury uit voorzitter Jan Peumans, Fatma Taspinar, Aster Nzeyimana, Jeroen Meus, Erik Van Looy, Gloria Monserez, Hannelore Knuts, Jelle De Beule en Ann Wauters. Soe Nsuki is gastvrouw en reporter. Afleveringen 6 en 9 werden gepresenteerd door Philippe Geubels.
| Afl. | Uitzenddatum     | Gasten                                                         | Bezoekers | Kijkcijfers |
| ---- | ---------------- | -------------------------------------------------------------- | --------- | ----------- |
| 1    | 24 december 2022 | Peter Van de Veire, Maaike Cafmeyer, Metejoor                  |           | 625.372     |
| 2    | 25 december 2022 | Danira Boukhriss Terkessidis, Gilles De Coster, Tine Embrechts |           | 1.025.525   |
| 3    | 26 december 2022 | Ella Leyers, Willy Sommers, Lia van Bekhoven                   |           | 936.529     |
| 4    | 27 december 2022 | Inge Paulussen, Kamal Kharmach, Celine Van Ouytsel             |           | 851.374     |
| 5    | 28 december 2022 | Jani Kazaltzis, Fien Germijns, Lieven Verstraete               |           | 752.002     |
| 6    | 29 december 2022 | Lotte Kopecky, Maarten Vangramberen, Jade Mintjens             |           | 847.081     |
| 7    | 31 december 2022 | William Boeva, Charlotte Vandermeersch, Steven Van Herreweghe  |           | 702.086     |
| 8    | 1 januari 2023   | Annelies Van Herck, Tom Waes, Eva De Roo                       |           | 862.501     |
| 9    | 2 januari 2023   | Rik Verheye, Phara de Aguirre, Joris Hessels                   |           | 852.446     |
| 10   | 3 januari 2023   | Jonas Geirnaert, Yves Lampaert, Hanne Decoutere                |           | 807.971     |
| 11   | 4 januari 2023   | Martin Heylen, Joke Emmers, Toby Alderweireld                  |           | 921.993     |
| 12   | 5 januari 2023   | Barbara Sarafian, Jens Dendoncker, Jan Balliauw                |           | 874.882     |

#### Prijzen
Sven De Leijer Vrede op Aarde Awards:
- Vlaamse fictiereeks van het jaar: Chantal
- Feest van het jaar: drie weekends Tomorrowland
- Ophef van het jaar: Nancy Pelosi reist naar Taiwan
- Comeback van het jaar: 10 om te zien
- Jubileum van het jaar: 30 jaar GAIA
- Flater van het jaar: de witte vloer in de KMSKA
- Internationale hit van het jaar: Break My Soul van Beyoncé
- Doorbraak van het jaar: Berre
- Cultuurbarbaar van het jaar: Bewaker tekent oogjes op schilderij van 870.000 euro[4]
- Strafste prestatie van het jaar: Nadine wordt wereldkampioen garnalen pellen met 115 gram in 10 minuten[5]
- Hype van het jaar: quiet quitting
- Film van het jaar: Close
- Nederlandstalige hit van het jaar: Geen tranen meer over van Camille
- Politieke uitspraak van het jaar: "Komende vijf tot tien winters worden moeilijk." (Alexander De Croo)
- Fait Divers van het jaar: Nick Cave eet champignonkroket in Berchem
- Helden van het jaar: Vlaamse pedagogische begeleiders
- Stunt van het jaar: Stromae stelt L'enfer voor in Frans journaal
- Tv-programma van het jaar: Taxi Joris
- Protestactie van het jaar: Iraanse burgers komen op straat voor vrouwenrechten
- Sportpensioen van het jaar: Serena Williams
- Virale video van het jaar: Oekraïens meisje zingt Let It Go
- Beste Belg in het buitenland: Adil El Arbi en Bilall Fallah
- Beste ploeg van het jaar: de Belgian Tornados
- Beste camouflage van het jaar: Sabine Hagedoren
- Beeld van het jaar: Poetin en Macron aan lange tafel
- Sportpersoonlijkheid van het jaar: Bart Swings

#### Special
Op 31 december 2022 werd vlak voor middernacht een speciale aflevering van Vrede op aarde uitgezonden waarin Sven de Leijer samen met zijn gasten aftelde naar het nieuwe jaar.
| Afl. | Uitzenddatum     | Gasten        | Gasten                  | Gasten                | Bezoekers     | Kijkcijfers |
| ---- | ---------------- | ------------- | ----------------------- | --------------------- | ------------- | ----------- |
| -    | 31 december 2022 | William Boeva | Charlotte Vandermeersch | Steven Van Herreweghe | Camille Dhont | 495.535     |

### Seizoen 7
Dit seizoen bestaat de jury uit voorzitter Jan Peumans, Tom Waes, Fien Germijns, Martin Heylen, Sepideh Sedaghatnia, Dominique Persoone, Amir Bachrouri, Kathleen Cools en Nathalie Meskens. Soe Nsuki is gastvrouw en reporter.
| Afl. | Uitzenddatum     | Gasten                                                      | Bezoekers               | Kijkcijfers |
| ---- | ---------------- | ----------------------------------------------------------- | ----------------------- | ----------- |
| 1    | 24 december 2023 | Matteo Simoni, Kawtar Ehlalouch, Bent Van Looy              | Soe Nsuki               | 1.118.922   |
| 2    | 25 december 2023 | Koen Wauters, Siska Schoeters, Gert Verheyen                |                         | 1.244.895   |
| 3    | 26 december 2023 | Philippe Geubels, Linde Merckpoel, Gene Bervoets            | Soe Nsuki, Stijn Steels | 1.108.433   |
| 4    | 27 december 2023 | Wim Lybaert, Tess Elst, Aaron Blommaert                     |                         | 1.042.446   |
| 5    | 30 december 2023 | Rudi Vranckx, Lotte Vanwezemael, Jan Van Looveren           |                         | 1.237.692   |
| 6    | 31 december 2023 | Riadh Bahri, Pommelien Thijs, Bockie De Repper              | Soe Nsuki               | 1.120.192   |
| 7    | 1 januari 2024   | Wim De Vilder, Maureen Vanherberghen, Otto-Jan Ham          |                         | 1.250.376   |
| 8    | 2 januari 2024   | Annemie Struyf, Gustaph, Jacotte Brokken                    |                         | 1.138.176   |
| 9    | 3 januari 2024   | Stephanie Planckaert, Gert Verhulst, Elisabeth Lucie Baeten |                         | 1.242.520   |
| 10   | 4 januari 2024   | Jo De Poorter, Kristel Verbeke, Natalia, Aimé Claeys        |                         | 1.196.883   |
| 11   | 6 januari 2024   | Thibaut Courtois, Kim Van Oncen, Manu Van Acker             |                         | 1.123.269   |
| 12   | 7 januari 2024   | Gloria Monserez, Jasper Philipsen, Idalie Samad             |                         | 1.238.051   |

#### Prijzen
Sven De Leijer Vrede op Aarde Awards:
- Beste Belg in het buitenland: FC Bergman
- Teleurstelling van het jaar: de hoge voedselprijzen
- Kerstklassieker van het jaar: gourmet
- Feest van het jaar: Royal Antwerp FC wordt kampioen
- 40 jaar Clouseau
- Sportpersoonlijkheid van het jaar: Lotte Kopecky
- Fictiereeks van het jaar: Rough Diamonds
- Ploeg van het jaar: Belgian Cats
- Rijzende Ster 2023: Cian Uijtdebroeks
- Camouflage Challenge 2023: Tess Elst
- Stunt van het jaar: Nederlands restaurant laat zelf kippen slachten
- Afzwaai van het jaar: Will Tura
- Film van het jaar: WIL
- Prestatie van het jaar: Lilith Appeltans heeft een website waarmee ze duizenden mensen binnen gezinnen, scholen en instellingen in Vlaanderen helpt communiceren met personen die moeilijk kunnen praten, aan de hand van gebaren, bekend als SMOG, net als haar broer met down Ernest.
- Nieuw tv-programma van het jaar: Godvergeten
- Hype van het jaar: ChatGPT
- Internationale hit van het jaar: Flowers van Miley Cyrus
- Snack van het jaar: gemaakt door Bockie De Repper
- Fait divers van het jaar: Billie Eilish eet pralines van Dominique Persoone
- Uitschuiver van het jaar: Vlaams Belang-parlementslid Nathalie Dewulf spreekt McKinsey consequent uit als "emsiekensie"
- Wetstraatrel van het jaar: zattemansklap van Conner Rousseau over Roma
- Nederlandstalige hit van jaar: Metejoor van DAAN, waarin hij een introtekst van Metejoor op muziek zette
- Wetenschappelijke doorbraak van het jaar: oude muizen worden weer jong en gezond na herprogrammatie van hun DNA
- Comeback van het jaar: Linda Mertens
- Virale video van het jaar: Elisabeth Lucie Baeten speelt Katrien van Politiek PR
- Royaltynieuws van het jaar: eerste publieke omhelzing koning Albert en Delphine van Saksen-Coburg
- Jubileum van het jaar: twintig jaar homohuwelijk in België
- Beeld van het jaar: foto van fans van de Turkse voetbalploeg Besiktas die knuffels op het veld gooien voor de slachtoffers van de aardbeving uit 2023
- Woord van het jaar: tegelwippen
- Uitspraak van het jaar: "Ik moet just niks!" van Wout Van Aert
- Vrede op aarde-cup: Thibaut Courtois
- Persoon van het jaar: Lotte Kopecky
- Beste vooruitzicht voor 2024: de terugkeer van De Droomfabriek

#### Special
Op 31 december 2023 werd vlak voor middernacht een speciale aflevering van Vrede op aarde uitgezonden waarin Sven de Leijer samen met zijn gasten aftelde naar het nieuwe jaar.
| Afl. | Uitzenddatum     | Gasten      | Gasten          | Gasten           | Bezoekers | Kijkcijfers |
| ---- | ---------------- | ----------- | --------------- | ---------------- | --------- | ----------- |
| -    | 31 december 2023 | Riadh Bahri | Pommelien Thijs | Bockie De Repper | Soe Nsuki | onbekend    |

### Moederdagspecial
Op 12 mei 2024 werd een Moederdagspecial van het programma uitgezonden. Deze editie werd ingeblikt aan zee in een zaal met alleen vrouwen. De studiogasten waren Tine Embrechts, Élodie Ouédraogo en Ann Wauters. De chalet met jury in Vielsalm werd ingeruild voor Oostende. Juryvoorzitter was Annemie Struyf met juryleden Elisabeth Lucie Baeten, Stephanie Planckaert, Philippe Geubels en Bent Van Looy. Net als in de wintereditie werden ze er begeleid door Sven de Leijer en Soe Nsuki.
De special haalde 672.888 kijkers.

#### Prijzen
- Mama-uitspraak: De mama is niet thuis. Los het op. - Tine Embrechts
- Mama-lied: Celebrate van Coely
- Moederdagcadeau: Adam Sandler stuurt jaarlijks bloemen naar de ongewenst kinderloze Jennifer Aniston op Moederdag

### 1 september-special
Op 1 september 2024 werd een special ter ere van het nieuwe schooljaar uitgezonden. Net als de moederdagspecial werd deze editie werd ingeblikt aan zee, nu met leerkrachten. De studiogasten waren Kamal Kharmach, Lynn Van den Broeck en Steven Van Herreweghe. De jury, opnieuw in Oostende, bestond uit voorzitter Annemie Struyf met leden Bart Peeters, Ella Leyers, Bart Cannaerts en Jacotte Brokken. Sven de Leijer en Soe Nsuki waren begeleiders.

#### Prijzen
- Opvallendste schoolnieuws: poetsvrouw Anny Navau krijgt erehaag bij pensioen.
- Zomerhit der zomerhits: Enamorada van Belle Pérez
- Strafste leerkracht: Catherine uit het Waalse Amay geeft tijdens de schoolvakantie van de Franse Gemeenschap een week les in het Vlaamse Duffel

### Seizoen 8
Dit seizoen bestaat de jury uit voorzitter Jan Peumans, Gert Verheyen, Jade Mintjens, Bockie De Repper, Wim De Vilder, Liesbeth Van Impe, Tine Embrechts, Kat Kerkhofs en Francisco Schuster. Soe Nsuki is gastvrouw en reporter.
| Afl. | Uitzenddatum     | Gasten                                                | Bezoekers                      | Kijkcijfers |
| ---- | ---------------- | ----------------------------------------------------- | ------------------------------ | ----------- |
| 1    | 23 december 2024 | Niels Destadsbader, Frances Lefebure, Karl Meesters   |                                | 1.184.892   |
| 2    | 24 december 2024 | Fien Germijns, Rik Verheye, Belle Pérez               |                                | 999.360     |
| 3    | 25 december 2024 | Frank Lammers, Hannelore Knuts, Jeroen Meus           | Soe Nsuki                      | 1.125.516   |
| 4    | 26 december 2024 | Jeroom, Merol, Steven Van Gucht                       |                                | 1.094.071   |
| 5    | 27 december 2024 | Jelle De Beule, Charlotte De Bruyne, Charlotte Sieben | Soe Nsuki, Jade Mintjens       | 1.062.435   |
| 6    | 29 december 2024 | Bart Cannaerts, Zita Wauters, Pieterjan De Smedt      | Sander Gillis                  | 1.203.711   |
| 7    | 30 december 2024 | Martin Heylen, Elodie Gabias, Ruben Van Gucht         |                                | 1.083.082   |
| 8    | 31 december 2024 | Maaike Cafmeyer, Lisbeth Imbo, Viktor Verhulst        | Philippe Geubels               | 793.854     |
| 9    | 1 januari 2025   | Ben Segers, Fatma Taspinar, Jan Vertonghen            |                                | 1.191.064   |
| 10   | 2 januari 2025   | Bjorn Soenens, Britt Van Marsenille, Bart Peeters     |                                | 1.054.382   |
| 11   | 3 januari 2025   | Stefaan Degand, Emma Bale, Noor Vidts                 | Michael Somers                 | 1.048.724   |
| 12   | 5 januari 2025   | Luc Appermont, Malik Mohammed, Ella Leyers            | Jan Peumans, Rosita Huybrechts | 1.172.439   |

#### Prijzen
Sven De Leijer Vrede op Aarde Awards:
- Woord van het jaar: condoommoeheid
- Jubileum van het jaar: 30 jaar Blokken
- Campagne van het jaar: reanimeren met Rik Verheye
- Protest van het jaar: Olivia Rodrigo deelt morning-afterpillen uit in Amerikaanse staten met een abortusverbod
- Beste Belg in het buitenland: Angèle breekt het Shazam-record op de Olympische Spelen
- Rel van het jaar: Joost Klein wordt gediskwalificeerd op het Eurovisiesongfestival
- Wetenschappelijke doorbraak van het jaar: Voor het eerst wordt een varkensnier getransplanteerd bij een levend mens
- Fait divers van het jaar: de Efteling geeft Doornroosje grotere borsten
- Camouflage Challenge 2025: Sabine Hagedoren
- Comeback van het jaar: witte sportsokken
- Kunstwerk van het jaar: crowdsurfend migrantenbootje van Banksy op Brits muziekfestival
- Politieke uitspraak van het jaar: "Wie alcohol wegneemt uit het parlement, neemt de laatste collegialiteit weg" (Wouter Beke)
- Tv-programma van het jaar: verkiezingsprogramma Eerste keus
- Virale video van het jaar: dartende peuter uit Zwevegem haalt 50 miljoen views op TikTok
- Olympische prestatie van het jaar: Michèle George
- Wintersporter van het jaar: Loena Hendrickx
- Fiasco van het jaar: nieuwe brug over de E40 in Drongen die te smal blijkt te zijn
- Foto van het jaar: Johnny Depp-dubbelganger in Plopsaland die sociale media op stelten zet
- Doorbraak van het jaar: Sarah Chaâri
- Nederlandstalige hit van het jaar: On met la patate van Omdat Het Kan & Average Rob
- Hype van het jaar: Brat Girl Summer
- Afzwaai van het jaar: Rudi Vranckx
- Feest van het jaar: 505 - Concerten voor Menselijkheid in Antwerpen
- Mijlpaal van het jaar: de eerste Amerikaanse president met een strafblad (Donald Trump)
- Pechvogel van het jaar: Wout Van Aert
- Stunt van het jaar: Kamping Kitsch deelt gratis tickets uit aan ouders van leerlingen met een C-attest
- Strafste prestatie van het jaar: Silvio en Nicky Giddelo breken het record forelvissen door 120 uur lang te vissen ter ondersteuning voor onderzoek naar epilepsie
- Olympisch moment van het jaar (×2): Larissa Pauluis en Michael Somers, die respectievelijk hun overleden echtgenoot en palliatieve vader eerden na hun prestatie
- Persoon van het jaar: Nafi Thiam
- Maatregel van het jaar: verhogen voor de prijs van de dienstencheques

Daarnaast werd een Niels Destadsbeker - vernoemd naar Niels Destadsbader - uitgereikt voor beste woordspelingen. Die werd gewonnen door Renaat Schotte.

#### Special
Op 31 december 2024 wordt vlak voor middernacht een speciale aflevering van Vrede op aarde uitgezonden waarin Sven de Leijer samen met zijn gasten aftelt naar het nieuwe jaar.
| Afl. | Uitzenddatum     | Gasten          | Gasten       | Gasten          | Bezoekers                   | Kijkcijfers |
| ---- | ---------------- | --------------- | ------------ | --------------- | --------------------------- | ----------- |
| -    | 31 december 2024 | Maaike Cafmeyer | Lisbeth Imbo | Viktor Verhulst | Average Rob, Jasper Donkers | onbekend    |